# 長井雅楽
長井 雅楽（ながい うた、文政2年5月1日〈1819年6月22日〉 - 文久3年2月6日〈1863年3月24日〉）は、日本の江戸時代末期（幕末）の長州藩士。役職は直目付。一般的な呼び名である雅楽は通称で、諱は時庸（ときつね）。
長井家は主家毛利家の庶流・安芸福原氏の一族で、毛利家と同じく大江広元が祖先にあたり、毛利家家臣団の中でも名門であった。

## 略歴
萩藩士大組士中老・長井泰憲の長男として生まれた。文政5年（1822年）、4歳の時に父が病死したため、家督を継いだが、このとき幼少のためということで家禄を半分に減らされた。その後、藩校の明倫館で学び、時の藩主・毛利敬親の小姓、奥番頭となった。敬親から厚い信任を受け、敬親の世子である毛利定広の後見人にもなった。そして安政5年（1858年）、長州藩の重役である直目付となる。
当初から雅楽は開国論者であったため、文久元年（1861年）に公武一和に基づいた『航海遠略策』を藩主に建白し、これが藩論となされた。その後、朝廷や幕府の公武合体派にこれを歓迎され、11月には藩主・敬親と共に江戸に入り老中・久世広周、安藤信正と会見。翌月に正式に同策を建白して公武の周旋を依頼された。しかし、藩内の吉田松陰とその門下生が主流である尊皇攘夷派とは対立関係にあり、井伊直弼の安政の大獄で松陰が捕縛され、後の江戸護送に対しても強硬な対抗策を取らなかったため、後に松陰の弟子である久坂玄瑞や前原一誠らに暗殺を計画される。当時の藩の事情を考慮すれば長井のとった方針はごく自然なものであり、また松陰が江戸に護送された際には様々にその処遇について気を使っていた側面もうかがえる。
文久2年（1862年）、幕府で公武合体を進めていた安藤や久世らが坂下門外の変で失脚すると藩内で攘夷派が勢力を盛り返し、長井の排斥運動が激しくなった。同年3月、再度入京したが、この頃には尊攘激派の台頭が著しく、岩倉具視や久坂らの朝廷工作もあり、雅楽の説は朝廷を誹謗するものとして聞き入れられず、敬親により帰国謹慎を命じられた。同年6月に免職され、帰国。翌、文久3年（1863年）、雅楽は長州藩の責任を全て取る形で切腹を命じられた。雅楽本人もこの措置には納得しておらず、また雅楽を支持する藩士はいまだ多くいたが、藩論が二分され、内乱が起きることを憂いて切腹を受け入れ、同年2月、萩城下、土原（ひじはら）の自邸にて、検視役正使・国司親相の下に切腹した。享年45（満43才没）。長女・貞子は後に富岡製糸場で勤務した。
高杉晋作の父・高杉小忠太とは長年世子付の同役を務めた友人同士であった。切腹の前日、小忠太へ身の潔白を訴え遺児の庇護を依頼する長文の手紙を出し、末尾に「ぬれ衣の かかるうき身は数ならで 唯思はるる 国の行く末」と辞世の歌を残している。

## 辞世の歌・詩
- 今さらに 何をか言わむ 代々を経し 君の恵みに むくふ身なれば
- 君がため 捨つる命は 惜しからで ただ思はるる 国のゆくすえ
- 君恩に報いんとして業いまだ央ならず 自羞す四十五年の狂 即今成仏は予が意に非らず 願わくは天魔を帥いて国光を輔けん

## 評価
- 岩倉具視 「長井より偉い者はない。あれは木戸や大久保より偉いぞよ」[2]
- 伊藤博文 「長州で豪傑と言えば長井雅樂の右に出る者はいない」[2]
- 野村靖 「長井雅楽は敵ながらも天晴れな男で、風采は坂東彦三郎そっくりで、弁舌は今の金子堅太郎を一層調子強くしたものだ」[3]
- 兒玉愛二郎 「長井雅樂と云う人は山縣などは大嫌いでありました。国の人でも、桂も折合うたし、井上も伊藤も折合うたが、長井へ贈位をしようとした時、山縣はどうしても折合はない。野村靖・林有幸是がどうしても折合わぬ。井上は私に向っても、『長井を殺す殺すと言って遂に殺したのは、気の毒なことをした』と言って話して居った。それから後に井上が毛利公について萩へ行きおった時分に、井上は萩の者に、『長井の遺族はどうして居るか』『未亡人が居る』と言ったら、『それを呼び出して呉れ』と言って呼び出した。『先年斯う斯う云う訳で、長井は割腹したけれども、実に残念なことであった』と言って、金を千両出して、『是はお前にあげる。之を藩侯の御手許に上げて置くから、入用の際に出すようにするが宜い』と言って、毛利家の財産の中に預けた」[4]

## 演じた俳優
テレビドラマ
- 『天皇の世紀』（1971年、ABCテレビ・国際放映、演：小栗一也）
- 『花神』（1977年、NHK大河ドラマ、演：渥美国泰）
- 『奇兵隊』（1989年、日本テレビ年末時代劇スペシャル、演：渥美国泰）
- 『花燃ゆ』（2015年、NHK大河ドラマ、演：羽場裕一）